# Stephen Oswald
Stephen Scot Oswald (Seattle, 30 juni 1951) is een Amerikaans voormalig ruimtevaarder. Oswald zijn eerste ruimtevlucht was STS-42 met de spaceshuttle Discovery en vond plaats op 22 januari 1992. Tijdens de missie werd er onderzoek gedaan in de International Microgravity Laboratory (IML-1), een aangepaste Spacelab module. 
Oswald maakte deel uit van NASA Astronaut Group 11. Deze groep van 13 astronauten begon hun training in juni 1985 en werden in juli 1986 astronaut. In totaal heeft Oswald drie ruimtevluchten op zijn naam staan. In 2000 verliet hij NASA en ging hij als astronaut met pensioen.